# ليه إروين
ليه إروين (بالإنجليزية: Les Irwin)‏ هو سياسي أسترالي، ولد في 1 مايو 1898 بنيوكاسل في أستراليا، وتوفي في 28 يناير 1985. حزبياً، نشط في الحزب الليبرالي الأسترالي. وقد انتخب عضو مجلس النواب الأسترالي عن دائرة Division of Mitchell ‏ (30 نوفمبر 1963 – 2 ديسمبر 1972).